# Robres del Castillo
Robres del Castillo è un comune spagnolo di 34 abitanti situato nella comunità autonoma di La Rioja.